# 丰山狗
丰山狗是朝鮮半島特有犬，又名豐山白狼狗，為北韓国犬，名稱來自於其原產地两江道金亨权郡（原称丰山郡），身體结实、外貌可爱，耐寒、免疫力强。
因豐山狗勇猛、伶俐，韌性、生存能力強，朝鮮半島人民自古即廣泛飼養，也是北韓政府送給外賓的禮物。。

## 特徵
豐山狗毛色多為白色，也有栗黃色。其後肢既粗又有力，利於山地奔跑。眼珠多為黑、灰色，耳朵向前豎起、較其他狗類為小。頸粗短，肌肉發達。雄犬腰細，利於活動，故動作較敏捷；雌犬腹部稍微下垂。其尾巴向上捲起。

## 保育
丰山狗是朝鮮特有品系，北朝鮮將之列入自然保护物，由国家保育、繁殖。1990年代被走私到南韓。